# Resolução 240 do Conselho de Segurança das Nações Unidas
A Resolução 240 do Conselho de Segurança das Nações Unidas aprovada em 25 de outubro de 1967, condenou as violações do cessar-fogo estabelecidas em resoluções anteriores (principalmente a Resolução 234) e expressou seu pesar sobre as baixas e perdas de bens resultantes das violações. O Conselho reafirmou a necessidade do estrito cumprimento das resoluções de cessar-fogo e exigiu que os Estados membros em questão cessassem imediatamente todas as atividades militares proibidas na área e cooperassem plena e prontamente com a Organização das Nações Unidas para a Supervisão da Trégua.
A reunião, solicitada por Israel, Síria e República Árabe Unida para contestar várias alegações, a resolução foi aprovada por unanimidade.